# Vinicia eucometis
Vinicia eucometis är en fjärilsart som beskrevs av Edward Meyrick 1882. Vinicia eucometis ingår i släktet Vinicia och familjen mott. Inga underarter finns listade i Catalogue of Life.